# Gabriel Barbu
Gabriel Barbu (n. 23 septembrie 1904, București, România) a fost un istoric, specialist în istoria medicinei moderne din România.

## Cariera și activitate
A absolvit studiile  secundare și universitare de  medicină la București și a devenit apoi, după încheierea studiilor, doctor în științe medicale. A condus secția de istorie a medicinei la Centrul de organizare, ocrotire a sănătății și istorie a medicinei din București și la Institutul de igienă din București. În 1956 a organizat „Centrul de istorie a medicinei”, transformat apoi în „Societatea de istorie a medicinei”. Datorită meritelor sale din timpul carierei a devenit membru al Societății de istorie a medicinei și al Societății internaționale de istoria medicinei.
A abordat teme precum începuturile organizării sănătății publice, serviciului sanitar civil, militar și învățământului medical din Țară Românească, contribuind la clarificarea a diferite aspecte ale istoriei medicinei românești în secolul al XIX-lea.

## Lucrări științifice
- Arta vindecării în Bucureștii de odinioară, București, 1967, p. 301 .
- File dintr-o istorie necunoscută, București, 1969, p. 336.
- Istoria medicinei românești, București, 1972, p. 567 (colaborare). (D.B.).
- Carol Davila și timpul său, București, 1958, p. 445.
- Nicolae Kretzulescu, București, 1964, p. 276.